# C/1929 Y1 Wilk
C/1929 Y1 Wilk è una cometa non periodica: la cometa è stata scoperta il 20 dicembre 1929 dall'astronomo polacco Antoni Wilk.

## Particolarità orbitali
La cometa ha un'orbita retrograda che è anche caratterizzata da una piccolissima MOID con il pianeta Venere. All'epoca della scoperta l'astronomo Tadeusz Banachiewicz ipotizzò, sulla base della somiglianza di alcuni elementi orbitali, un legame con la cometa C/1739 K1: attualmente si ritiene che non vi sia nessun legame tra le due comete.